# 방탈출 (게임)
방탈출은 방에 갇혀 추리하여 탈출을 목적으로 하는 일종의 게임이다. 비디오 게임 장르 중 탈출 게임의 현실로 재현한 것으로, 이야기 진행에 맞춰 단서를 찾아 탈출해야 한다.
원래 미국이나 유럽 등지에서 이벤트 형식으로 열리던 것이다. 2010년대에 들어서 캐나다, 중국, 대만, 대한민국에서 인기를 끌고 있다.
놀이 공간으로 정착한 것은 아시아권으로, 이후 북아메리카, 유럽, 오스트레일리아, 남아메리카 등에도 생겨나기 시작했다.
대한민국에도 서울 홍대 및 강남을 중심으로 2015년 시작되어 180개 이상의 방탈출 시설이 운영중이다. 또한 기존 컴퓨터 게임을 원작으로 한 테마를 개발하거나, 증강현실 기술을 활용하고, TV 프로그램에 협찬하는 등 많은 문화적 활동으로 이어지고 있다.